# Lilla Bergsjön
Lilla Bergsjön är en sjö i Åtvidabergs kommun i Småland och ingår i Storåns huvudavrinningsområde.